# Horno-Ciego
Horno-Ciego es una localidad española, hoy día, apenas habitada, del municipio de Elche de la Sierra, perteneciente a la provincia de Albacete, en la comunidad autónoma de Castilla-La Mancha.

## Historia
Hacia mediados del siglo XIX, el lugar, ya por entonces perteneciente a Elche de la Sierra, era mencionado como un cortijo. Aparece descrito en el noveno volumen del Diccionario geográfico-estadístico-histórico de España y sus posesiones de Ultramar de Pascual Madoz de la siguiente manera:

HORNOCIEGO: cortijo en la prov. de Albacete, part. jud. de Yeste, térm. jurisd. de Elche de la Sierra.
(Madoz, 1847, p. 234)

En 2022, tenía empadronados 3 habitantes.